# Вільям Меллок
Вільям Меллок (англ. William Hurrell Mallock, нар.7 лютого 1849 — пом.2 квітня 1923) — англійський письменник, автор відомої в свій час сатири «Нова Республіка» (The new republic, 1877), в якій читачі легко могли впізнати відомих сучасників. У роботах з релігії виступав з консервативних позицій [1].

## Роботи
1. «The new republic» (1876)
2. «The new Paul and Virginia»
3. «Is life worth living» (1879)
4. «A romance of the nineteenth century» (1881)